# إرفين مارتينيز
إرفين مارتينيز (بالإنجليزية: Erwin Martínez)‏ هو لاعب كرة قدم أمريكي، ولد في 21 مايو 2003 في غيلبرت في الولايات المتحدة.